# Кућа чудних душа
Кућа чудних душа (енгл. „The House of the Spirits“) је немачко-данско-португалска филмска драма из 1993 у режији Билеа Аугуста. Радња се темељи на роману La Casa de los Espíritus (Кућа духова) чилеанске књижевнице Изабела Аљенде, те описује живот младе девојке Кларе у доба Пиночеа војне диктатуре у Чилеу 1970-их и 1980-их.
У Србији је дистрибуиран под насловом Кућа чудних душа, а у Хрватској под насловом Кућа духова.

## Улоге
| Глумац           | Улога           |
| ---------------- | --------------- |
| Џереми Ајронс    | Естебан Труеба  |
| Мерил Стрип      | Клара Чимамбуа  |
| Глен Клоуз       | Ферула          |
| Ванеса Редгрејв  | мајка           |
| Винона Рајдер    | Бланка          |
| Антонио Бандерас | Педро Терсеро   |
| Винсент Вало     | Естебан Гарсија |